# Richard Trutz
Richard Trutz (Bratislava, 2 augustus 1971) is een Slowaaks voetbalscheidsrechter, die zijn profvoetbalcarrière voortijdig moest afbreken wegens aanhoudend blessureleed. Hij fluit sinds 1 januari 2009 op het hoogste internationale niveau.

## Interlands
| № | Datum            | Plaats          | Wedstrijd                   | Uitslag | Competitie           | Kreeg geel | Kreeg voor de tweede keer geel en dus rood | Weggestuurd |
| - | ---------------- | --------------- | --------------------------- | ------- | -------------------- | ---------- | ------------------------------------------ | ----------- |
| 1 | 7 september 2010 | Tirana          | Albanië – Luxemburg         | 1 – 0   | Kwalificatie EK 2012 | 3          | 1                                          | 0           |
| 2 | 9 februari 2011  | Madrid          | Spanje – Colombia           | 1 – 0   | Vriendschappelijk    | 6          | 0                                          | 0           |
| 3 | 6 september 2011 | Praag           | Tsjechië – Oekraïne         | 4 – 0   | Vriendschappelijk    | 4          | 0                                          | 0           |
| 4 | 7 oktober 2011   | Riga            | Letland – Malta             | 2 – 0   | Kwalificatie EK 2012 | 5          | 0                                          | 0           |
| 5 | 26 mei 2012      | Graz            | Tsjechië – Israël           | 2 – 1   | Vriendschappelijk    | 1          | 0                                          | 0           |
| 6 | 14 augustus 2013 | Wals-Siezenheim | Oostenrijk – Griekenland    | 0 – 2   | Vriendschappelijk    | 2          | 0                                          | 0           |
| 7 | 15 oktober 2013  | Jagodina        | Servië – Macedonië          | 5 – 1   | Kwalificatie WK 2014 | 4          | 0                                          | 0           |
| 8 | 19 november 2013 | Poznań          | Polen – Ierland             | 0 – 0   | Vriendschappelijk    | 2          | 0                                          | 0           |
| 9 | 10 juni 2015     | Thun            | Zwitserland – Liechtenstein | 3 – 0   | Vriendschappelijk    | 0          | 0                                          | 0           |